# Ludwig Hardt
Ludwig Hardt (ur. 16 stycznia 1886 w Prudniku, zm. 6 marca 1947 w Nowym Jorku) – niemiecki aktor.
Był żonaty z malarką Emmy Gotzmann.

## Filmografia
- 1940: Eksperyment doktora Ehrlicha
- 1940: Arizona, jako Meyer
- 1941: Rage in Heaven, jako Durand
- 1941: Underground, jako Tobacco Clerk
- 1942: Kings Row, jako portier
- 1942: Desperate Journey, jako aptekarz
- 1943: The Purple V, jako starzec
- 1943: The Moon Is Down, jako starzec
- 1944: Konspiratorzy, jako uchodźca